# Otacilia wuxi
Espèce
Otacilia wuxi est une espèce d'araignées aranéomorphes de la famille des Phrurolithidae.

## Distribution
Cette espèce est endémique de Chongqing en Chine,. Elle se rencontre dans le xian de Wuxi.

## Description
Le mâle holotype mesure 5,01 mm.

## Systématique et taxinomie
Cette espèce a été décrite par Zheng et Mu en 2024.

## Étymologie
Son nom d'espèce lui a été donné en référence au lieu de sa découverte, le xian de Wuxi.

## Publication originale
- Zheng & Mu, 2024 : « A new species of Otacilia Thorell, 1897 (Araneae, Phrurolithidae) from Yintiaoling National Nature Reserve, Chongqing, China. » Biodiversity Data Journal, vol. 12, no e124006, p. 1-5 (texte intégral).